# Avrillé, Maine-et-Loire
Avrillé là một xã trong vùng hành chính Pays de la Loire, thuộc tỉnh Maine-et-Loire, quận Angers, tổng Angers-Nord-Ouest. Tọa độ địa lý của xã là 47° 30' vĩ độ bắc, 00° 35' kinh độ đông. Avrillé nằm trên độ cao trung bình là 50 mét trên mực nước biển, có điểm thấp nhất là 17 mét và điểm cao nhất là 62 mét. Xã có diện tích 15,85 km², dân số vào thời điểm 1999 là 12.991 người; mật độ dân số là 820 người/km².

## Thông tin nhân khẩu
| 1962  | 1968  | 1975  | 1982   | 1990   | 1999   |
| ----- | ----- | ----- | ------ | ------ | ------ |
| 3.034 | 4.603 | 9.386 | 10.811 | 12.878 | 12.991 |